# Brötarna
Brötarna är ett naturreservat i Bergs kommun i Jämtlands län.
Området är naturskyddat sedan 2002 och är 3 600 hektar stort. Reservatet består av ett stort myrområde där på små skogsöar, myrholmar finns gammal och helt orörd skog. 